# ヴィノグラードフ山
ヴィノグラードフ山(Mons Vinogradov)は、嵐の大洋にある月の山である。東側の南西部で雨の海と繋がっている。3つの頂上があり、標高は1.0から1.4kmである。山の東には、オイラーがあり、南東はカルパティア山脈である。カルパティア山脈は、雨の海の南西の境界を形成している。
ヴィノグラードフ山の月面座標は北緯22.4°、西経32.4°であり、最大直径は25kmである。ソビエト連邦の地球化学者アレクサンダー・ヴィノグラードフに因んで名付けられた。かつては、オイラー・ベータまたはオイラー山と呼ばれていた。
この山の南東には、下記のような小さなクレーターがいくつかある。
| クレーター | 月面座標                                          | 直径  | 名前の由来               |
| ---------- | ------------------------------------------------- | ----- | ------------------------ |
| Akis       | 北緯20度00分 西経31度48分 / 北緯20.0度 西経31.8度 | 2 km  | ギリシア語の女性名       |
| Ango       | 北緯20度30分 西経32度18分 / 北緯20.5度 西経32.3度 | 1 km  | アフリカーンス語の男性名 |
| Jehan      | 北緯20度42分 西経31度54分 / 北緯20.7度 西経31.9度 | 5 km  | トルコ語の女性名         |
| Natasha    | 北緯20度00分 西経31度18分 / 北緯20.0度 西経31.3度 | 12 km | ロシア語の女性名         |
| Rosa       | 北緯20度18分 西経32度18分 / 北緯20.3度 西経32.3度 | 1 km  | スペイン語の女性名       |

1. ↑  かつてはオイラーKと呼ばれていた。
2. ↑  かつてはオイラーPと呼ばれていた。